# Ah Yeah
Ah Yeah (estilizado como AH YEAH) é o segundo extended play do grupo sul-coreano EXID. Ele foi lançado em 13 de abril de 2015 pela Yedang Entertainment e distribuído pela Sony Music. O álbum é composto em oito faixas, incluindo os singles "Up & Down" e "Ah Yeah".

## Antecedentes e lançamento
Em 4 de março de 2015, um representante da Yedang Entertainment revelou para a Star News que o EXID estava trabalhando em uma nova canção, com seu lançamento agendado para a segunda semana de abril. Em 3 de abril, a capa e a lista de faixas do álbum foram vazadas online, o que levou a agência a emitir uma mensagem declarando que tomariam uma ação legal caso o vazamento prejudicasse o sucesso do retorno do grupo. Foi realizado um showcase no Noon Square em Myeongdong em 12 de abril, onde as integrantes revelaram e performaram publicamente "Ah Yeah" pela primeira vez.

## Composição
O álbum foi composto por Shinsadong Tiger, que tem sido o produtor do grupo desde sua estreia. A integrante LE também participou da produção do álbum, co-escrevendo e compondo todas as músicas do álbum. A faixa-título, "Ah Yeah", é uma canção dance com elementos de hip hop e um gancho repetitivo. "Pat Pat" é descrita como uma canção de "R&B urbano"; "With Out U", "dance urbano". O EP também inclui o single anterior do grupo, "Up & Down", e uma nova versão de "Every Night".

## Lista de faixas
※ Faixas em negrito identificam os singles do álbum.
| N.º            | Título                                         | Letras                              | Música                           | Arranjamento                     | Duração |  |
| 1.             | "Ah Yeah" (아예; Aye)                          | Shinsadong Tiger Namking Nang LE    | Shinsadong Tiger Namking Nang LE | Shinsadong Tiger                 | 3:19    |  |
| 2.             | "Thrilling" ((아슬해; Aseulhae))               | Shinsadong Tiger Polar Bear LE      | Shinsadong Tiger Polar Bear LE   | Shinsadong Tiger Polar Bear      | 3:32    |  |
| 3.             | "Pat Pat" (토닥토닥; Todaktodak)               | LE                                  | Shinsadong Tiger LE              | Shinsadong Tiger LE              | 3:51    |  |
| 4.             | "With Out U"                                   | LE                                  | LE S. Kim                        | Shinsadong Tiger S. Kim          | 3:31    |  |
| 5.             | "1M"                                           | Shinsadong Tiger Monster Factory LE | Shinsadong Tiger Monster Factory | Shinsadong Tiger Monster Factory | 3:51    |  |
| 6.             | "Up & Down" (위아래; Wiarae)                   | Shinsadong Tiger Namking Nang LE    | Shinsadong Tiger Namking Nang LE | Shinsadong Tiger                 | 3:09    |  |
| 7.             | "Every Night (Version 2)" (매일 밤; Maeil Bam) | LE                                  | Shinsadong Tiger LE              | Shinsadong Tiger                 | 4:14    |  |
| 8.             | "Ah Yeah" (Instrumental)                       |                                     | Shinsadong Tiger Namking Nang LE | Shinsadong Tiger                 | 3:19    |  |
| Duração total: | Duração total:                                 | Duração total:                      | Duração total:                   | Duração total:                   | 28:46   |  |

## Desempenho nas paradas musicais

### Paradas semanais
| Parada (2015)                  | Melhor posição |
| ------------------------------ | -------------- |
| Álbuns sul-coreanos (Gaon)     | 5              |
| Álbuns Japoneses (Oricon)      | 272            |
| US Álbuns mundiais (Billboard) | 12             |

### Paradas mensais
| Parada (2015)              | Melhor posição |
| -------------------------- | -------------- |
| Álbuns sul-coreanos (Gaon) | 10             |

## Prêmios e indicações
| Ano  | Premiação               | Categoria                    | Trabalho indicado | Resultado |
| ---- | ----------------------- | ---------------------------- | ----------------- | --------- |
| 2015 | Seoul Music Awards      | Prêmio Bonsang               | EXID              | Venceu    |
| 2015 | Seoul Music Awards      | Prêmio de Popularidade Móvel | EXID              | Indicado  |
| 2015 | Seoul Music Awards      | Prêmio Especial Hallyu       | EXID              | Indicado  |
| 2015 | Gaon Chart K-Pop Awards | Descoberta do Ano - 2014     | EXID              | Venceu    |

### Prêmios de programas musicais
| Canção      | Programa                  | Data                  |
| ----------- | ------------------------- | --------------------- |
| "Up & Down" | M! Countdown (Mnet)       | 8 de janeiro de 2015  |
| "Up & Down" | M! Countdown (Mnet)       | 15 de janeiro de 2015 |
| "Up & Down" | Music Bank (KBS)          | 9 de janeiro de 2015  |
| "Up & Down" | Music Bank (KBS)          | 16 de janeiro de 2015 |
| "Up & Down" | Inkigayo (SBS)            | 11 de janeiro de 2015 |
| "Up & Down" | The Show (SBS MTV)        | 13 de janeiro de 2015 |
| "Ah Yeah"   | The Show (SBS MTV)        | 21 de abril de 2015   |
| "Ah Yeah"   | Inkigayo (SBS)            | 26 de abril de 2015   |
| "Ah Yeah"   | Inkigayo (SBS)            | 3 de maio de 2015     |
| "Ah Yeah"   | Show Champion (MBC Music) | 29 de abril de 2015   |
| "Ah Yeah"   | Show Champion (MBC Music) | 6 de maio de 2015     |

## Histórico de lançamento
| Região        | Data                  | Formato             | Gravadora                       |
| ------------- | --------------------- | ------------------- | ------------------------------- |
| Coreia do Sul | 13 de janeiro de 2015 | CD Download digital | Yedang Entertainment Sony Music |
| Mundialmente  | 13 de janeiro de 2015 | Download Digital    | Yedang Entertainment            |